# Klára Kolomazníková
Klára Kolomazníková (* 12. října 1979, Praha) je česká zpěvačka, bývalá členka skupiny Holki.

## Život
Vystudovala hudební gymnázium v Praze a následně Ježkovu konzervatoř. V roce 1999 zaznamenala účast ve finále pěvecké soutěže "Talent roku", poté se díky konkurzu stala členkou české dívčí skupiny Holki, ve které působila necelých 5 let až do ukončení její činnosti. Následně nastoupila na sólovou dráhu a napsala vzpomínkovou knížku "Život se skupinou Holki". Od roku 2005 působila v divadle Semafor ve hrách "Pension Rosamunda" , "Lysistrata" a "Kytice". V roce 2009 se vdala a po roce rozvedla. V roce 2011 se jí narodila dcera Valerie. Vydala 4 sólová alba, poslední ve spolupráci s Petrem Fiderem v roce 2017.

## Diskografie
- 2004 Sama
- 2006 Toužím
- 2009 Tajně
- 2017 Nebe spí

## Videoklipy
- Hýčkaná
- Nápis
- Já a Ty
- Tajně
- Nečekej
- Osamělá